# Karoo
Karoo vagy Karroo (korábban Karru) egy száraz, félsivatagos terület a Dél-afrikai Köztársaság déli-délnyugati részén. A szó valószínűleg a nama nyelv garo szavából (jelentése: "sivatag") ered.
A területet éghajlatilag a kevés csapadék, a száraz levegő és a szélsőséges hideg és meleg jellemzi. Az éves csapadékmennyiség 50-250 mm közötti, bár néhány hegyvidékes területen ez 250-500 mm-rel magasabb is lehet, mint az alacsonyan fekvő sík területeken. Az egyik legszárazabb régió a Karoo délnyugati részén alakult ki, ahol a Tankwa Karoo Nemzeti Park átlagosan csupán 75 mm esőt kap évente.
A Karoo-t a kelet-nyugati irányú, a partvidékkel párhuzamosan futó Swartberg hegyláncolat osztja két fő részre: Kis-Karoo (Little Karoo) és Nagy-Karoo (Great Karoo).  
A félig terméketlen Kis-Karoo a Swartberg-hegység és a déli tengerparti síkság határát jelző hegység között terül el. A terméketlen Nagy-Karoo nagyjából az ország közepéig nyúlik, és ÉNy-on az egyre szárazabb Nama-földbe (Namaqaland) és Busman-földbe (Bushmanland), északon a szintén száraz Grikva-földbe (Griqualand West), ÉK-en a füves szavannás Búr-magasföldbe (Highveld) megy át. 
Többnyire gyéren lakott. A zöldebb területeken juhot, kecskét legeltetnek. 

## Biom
A Karoo nevű biofomáció határai még kiterjedtebbek és nyugati szélét az Atlanti-óceán határolja. Itt, a nyugati részen található a két fő rész egyike: a Succulent ("nedvdús") Karoo. Itt találjuk a Richtersveld botanikai és kultúrtájat. Növényfajainak majdnem a fele endemikus, a világ pozsgás növényeinek egyharmada itt él. E termékenység és endemizmus oka, hogy a csapadékeloszlás aránylag stabil. Itt nincs visszatérő aszály. Bár ez is félsivatagos terület, télen elég eső esik ahhoz, hogy fenntartsa érdekes növénytársulását. A Succulent Karoo északi része kb. 200 km-nyire Namíbiába is átnyúlik. Tőle keletre található az úgynevezett Nama Karoo. Ez utóbbi terület magába foglalja a Nagy-Karoo-t, a Dél-afrikai Köztársaság Busmanföld-jét, továbbá Namaföld egy részét is. 

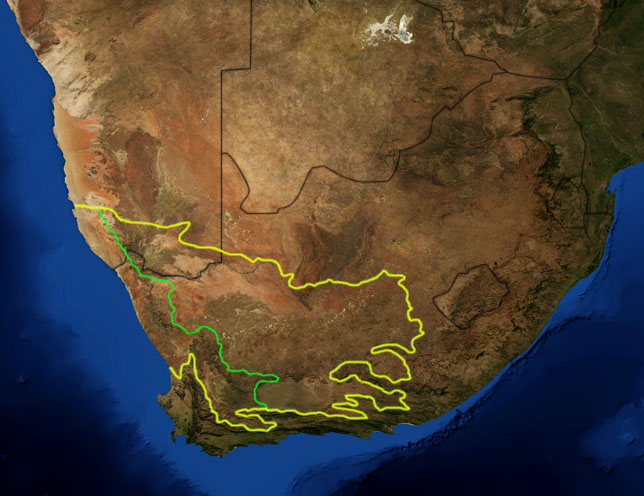
A Karoo nevű biofomáció határai. Két fő része: a zöld vonaltól nyugatra a Succulent Karoo, attól keletre, a sárga vonnallal behatárolva a Nama Karoo

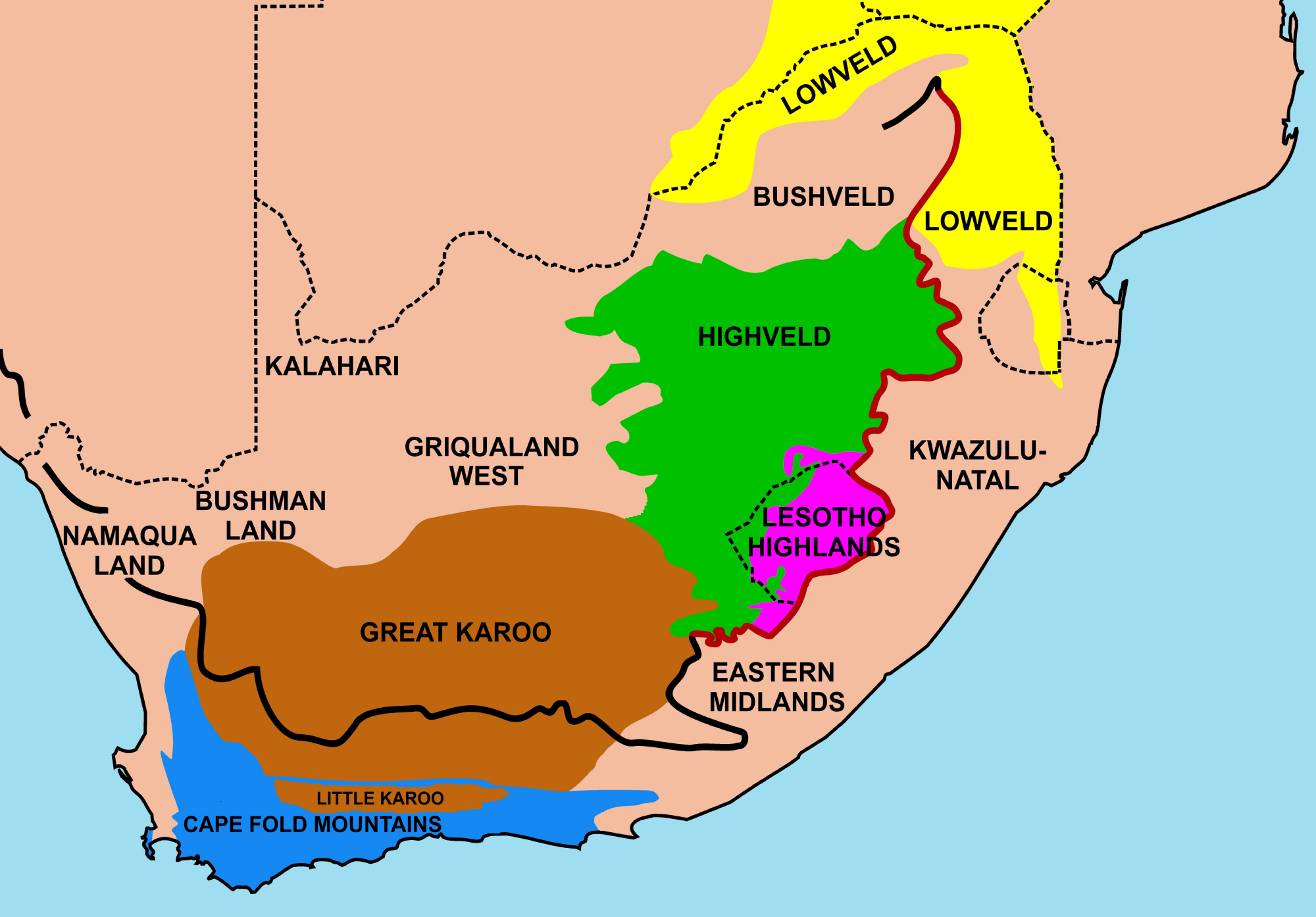
Dél-Afrika földrajzi régiói

## Fordítás
- Ez a szócikk részben vagy egészben  a   Karoo című angol Wikipédia-szócikk fordításán alapul.  Az eredeti cikk szerkesztőit annak laptörténete sorolja fel. Ez a jelzés csupán a megfogalmazás eredetét és a szerzői jogokat jelzi, nem szolgál a cikkben szereplő információk forrásmegjelöléseként.